# ゼタメートル
ゼタメートル（英語: zettametre; 記号Zm）は、国際単位系の長さの単位で、1021メートル。
- 1 Zm = 10垓メートル
- 1 Zm = 105,700 光年 = 32,408 パーセク
- アンドロメダ銀河まで 22.3 Zm

エクサメートル(exametre; Em) ≪ ゼタメートル(Zm) ≪ ヨタメートル(Yottametre; Ym)